# Porrittia imbecilla
Porrittia imbecilla là một loài bướm đêm thuộc họ Pterophoridae. Nó được biết đến từ Ai Cập, Israel, Ả Rập Xê Út và Yemen.
Nó là ấu trùng ăn Conyza dioscoridis.